# Венерсборг (Вашингтон)
Венерсборг (англ. Venersborg) — переписна місцевість (CDP) в США, в окрузі Кларк штату Вашингтон. Населення — 3990 осіб (2020).

## Географія
Венерсборг розташований за координатами 45°47′9″ пн. ш. 122°28′20″ зх. д. / 45.78583° пн. ш. 122.47222° зх. д. (45.785815, -122.472343).  За даними Бюро перепису населення США в 2010 році переписна місцевість мала площу 28,25 км², уся площа — суходіл.

## Демографія
Згідно з переписом 2010 року, у переписній місцевості мешкало 3745 осіб у 1214 домогосподарствах у складі 1031 родини. Густота населення становила 133 особи/км².  Було 1266 помешкань (45/км²).
Расовий склад населення:
| - 94,6 % — білих - 1,3 % — азіатів - 0,7 % — корінних американців - 0,6 % — чорних або афроамериканців - 0,1 % — вихідців з тихоокеанських островів |

До двох чи більше рас належало 2,2 %. Частка іспаномовних становила 2,4 % від усіх жителів.
За віковим діапазоном населення розподілялося таким чином: 27,4 % — особи молодші 18 років, 62,5 % — особи у віці 18—64 років, 10,1 % — особи у віці 65 років та старші. Медіана віку мешканця становила 41,3 року. На 100 осіб жіночої статі у переписній місцевості припадало 101,7 чоловіків;  на 100 жінок у віці від 18 років та старших — 100,6 чоловіків також старших 18 років.
Середній дохід на одне домашнє господарство  становив 102 754 долари США (медіана — 97 500), а середній дохід на одну сім'ю — 107 152 долари (медіана — 100 313). Медіана доходів становила 66 296 доларів для чоловіків та 50 820 доларів для жінок. За межею бідності перебувало 3,0 % осіб, у тому числі 0,7 % дітей у віці до 18 років та 1,1 % осіб у віці 65 років та старших.
Цивільне працевлаштоване населення становило 1567 осіб. Основні галузі зайнятості: освіта, охорона здоров'я та соціальна допомога — 17,8 %, роздрібна торгівля — 13,5 %, будівництво — 13,1 %.